# Автошлях Т 2320
Автошля́х Т 2320 — автомобільний шлях територіального значення у Хмельницькій та Тернопільській областях. Пролягає територією Підволочиського та Волочиського районів через Підволочиськ — Волочиськ — до перетину з E50. Загальна довжина — 16,3 км.

## Маршрут
Автошлях проходить через такі населені пункти:
| Автошлях Т 2320       |        |
| Тернопільська область |        |
| Підволочиський район  |        |
| Підволочиськ          | Т 2010 |
| Хмельницька область   |        |
| Волочиський район     |        |
| Волочиськ             | Т 2311 |
| Користова             |        |
| Іванівці              |        |
| Гарнишівка            |        |
|                       | E50М12 |